# 當大人好難!!!
《當大人好難!!!》（日语：オトナになるって難しい!!!）是日本的女子偶像組合S/mileage的第4张獨立製作单曲，於2010年3月14日由hachama发售。

## 概要
- 《當大人好難!!!》是S/mileage第4张獨立製作單曲。
- 《當大人好難!!!》是東京電視台動畫《變身！公主偶像》的片尾曲
- 此單曲有1個版本「CD ONLY」
- 在3月29日於Oricon公信榜單曲每週排行榜取得第42位。

## 收錄内容

### CD
1. 當大人好難!!!
（作詞、作曲：淳君　編曲：板垣祐介）
2. 當大人好難!!!（Instrumental）